# John Steele (Politiker)
John Steele (* 16. November 1764 in Salisbury, Rowan County, Province of North Carolina; † 14. August 1815 ebenda) war ein US-amerikanischer Politiker. Zwischen 1790 und 1793 vertrat er den Bundesstaat North Carolina im US-Repräsentantenhaus.

## Werdegang
John Steele besuchte die Clio’s Nursery School bei Statesville und die English School in Salisbury. Danach arbeitete er als Farmer. Im Jahr 1784 wurde er Assessor und 1787 Stadtrat in seiner Heimatstadt. Gleichzeitig schlug er eine politische Laufbahn ein. Zwischen 1787 und 1813 saß er mehrfach als Abgeordneter im Repräsentantenhaus von North Carolina. 1788 nahm er als Delegierter an einer Versammlung zur Überarbeitung der Staatsverfassung teil. In den Jahren 1788 und 1790 war er Unterhändler bei Verhandlungen mit den Cherokee und den Chickasaw.
Im Jahr 1790 wurde Steele im zweiten Wahlbezirk von North Carolina in das US-Repräsentantenhaus gewählt, wo er am 19. April 1790 sein neues Mandat antrat. Nach einer  Wiederwahl konnte er bis zum 3. März 1793 im Kongress verbleiben. Dort war er ein Anhänger der Bundesregierung unter Präsident George Washington (Pro-Administration). Zwischen 1796 und 1802 amtierte Steele als Revisor im Finanzministerium (Comptroller of the Treasury). Von 1805 bis 1814 war er Mitglied einer Kommission, die die Grenze zwischen den Staaten North Carolina und Georgia festlegte. John Steele starb am 14. August 1815 in Salisbury. Am selben Tag war er noch einmal in das Staatsparlament gewählt worden.